# Francesco Antonio Franzoni

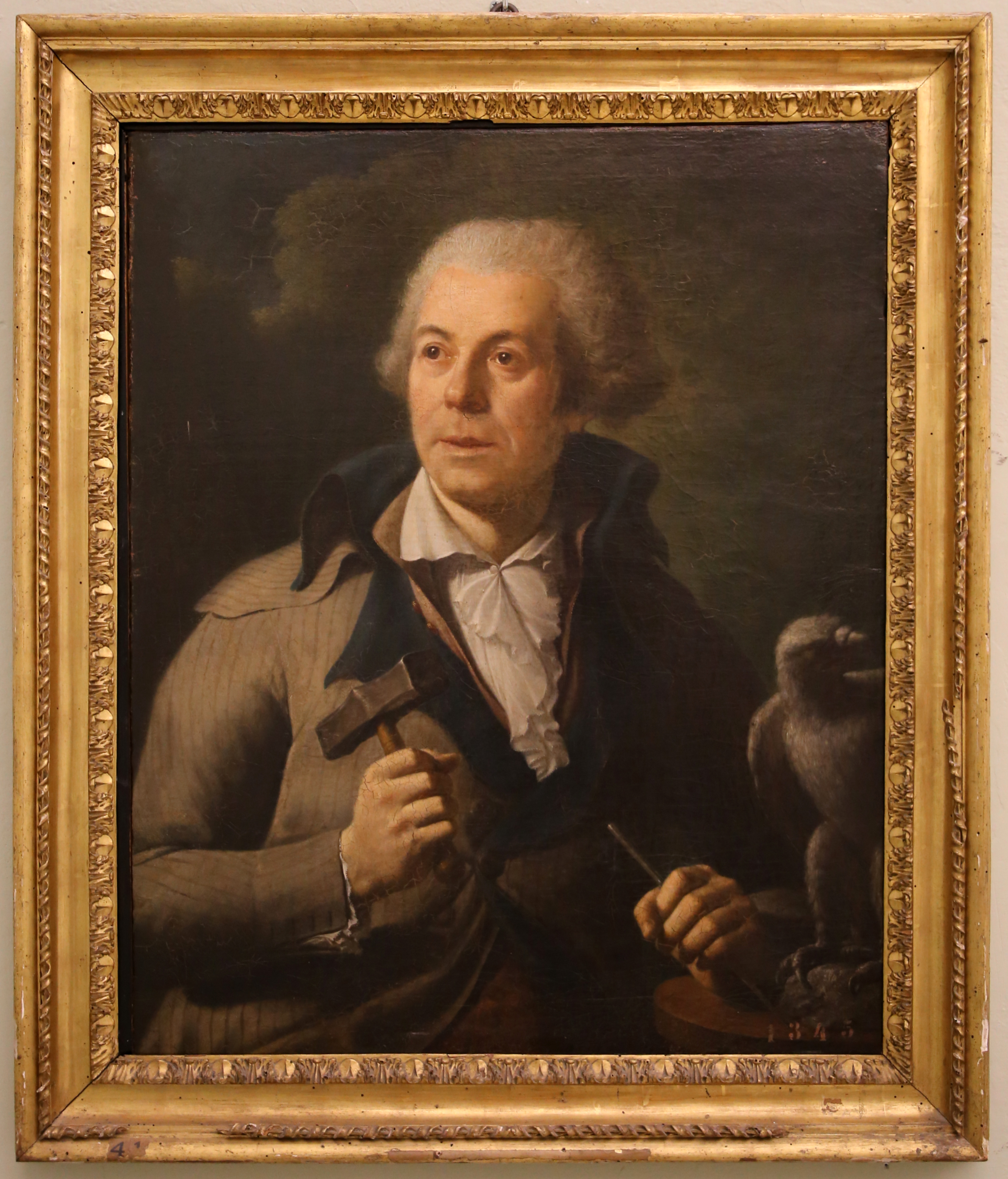
Francesco Antonio Franzoni ritratto da Domenico De Angelis

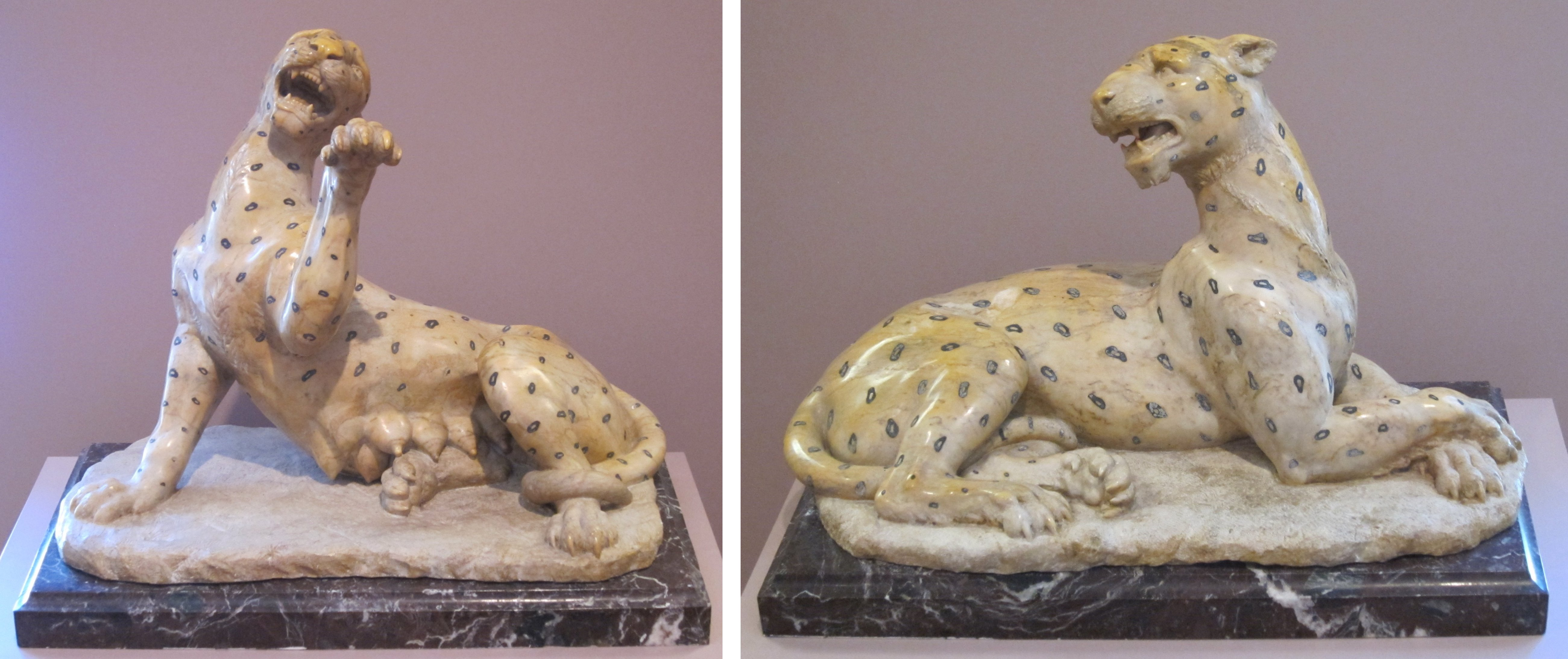
Coppia di leopardi, attribuita a Francesco Antonio Franzoni, intarsio (marmo con intarsi di marmo), Museo d'arte di Honolulu

Francesco Antonio Franzoni (Carrara, 1734 – Roma, 1818) è stato uno scultore e restauratore italiano.

## Biografia
Nato nel 1734 nella città di Carrara e lì formatosi, Francesco Antonio Franzoni si stabilì a Roma negli anni 1760 dove aprì un laboratorio specializzato nel restauro di antiche sculture romane, per il quale c'era una richiesta insaziabile grazie ai recenti ritrovamenti archeologici.
Lavorò al restauro, al completamento e alla rifinitura di sculture destinate ai Musei Vaticani e fornì i rilievi in marmo e i dettagli scultorei per i suoi interni, in particolare la biga, custodita sala della Biga del Braccio Nuovo, assemblata nel 1788 da elementi antichi.
Ha lavorato per Papa Pio VI, per il quale ha realizzato una stanza con sculture di animali, alcune costituite da frammenti antichi, nel Palazzetto del Belvedere; ha anche lavorato per la famiglia papale a Palazzo Braschi.
È morto a Roma nel 1818.